# 里中李生
里中 李生（さとなか りしょう、本名：市場充 - ）は、日本の作家、写真家。

## 経歴
三重県出身。松戸市立金ヶ作小学校卒業。東大阪市立楠根中学校卒業少年時代は、父親の転勤が多く、日本中を転々とする。そのため、友人に恵まれず、中学生の時に拒食症、高校生の時に心臓神経症を発病し、入院生活もしている。病気が原因で高校は中退。その事を著書の中で書き、病を快復させている。
20歳の頃に、作家を目指して上京する。当初は、漫画家のアシスタントなど様々な職業を経験したが、最終的には作家を目指す。1999年。『競馬　勝てる天才、負ける凡人』を上梓。競馬本としてはヒットをし、その後、競馬のエッセイ集を書き続け、『競馬で勝ち続ける法』などをベストセラーランキングに登場させている。
2001年、日本初の女性騎手写真集『woman J』を発表。その後、競馬以外の本を次々と発表。『かわいい女63のルール』『一流の男、二流の男』がベストセラーになった。
競馬の著作は書かなくなり、哲学色の強いエッセイに転換している。2018年発表の『一流の男が絶対にしないこと』（総合法令）の裏面に、「オスカーワイルドに捧ぐ」とコピーが入っている。
自身を「唯美主義」とSNSのプロフィールに記しているようにワイルドの影響を受けている。アンチフェミニズムを曲げたことはなく、『看護婦』などの言葉狩りに反発している。
2016年に病気を患ったがボルダリングなどをしていて、インスタグラムで友人らとの様子も発信している。またポートレート撮影をデジタル一眼レフで再開していて、「フィルムと比べてエコだから」とブログで語っている。2021年に発表した『私は昨日まで日本を愛していた』で保守から左翼に鞍替えしたと思われているが、本人は「自民党に愛想が尽きただけ」とTwitterで呟いている。

## 作品リスト
- 『競馬 勝てる天才、負ける凡人』（1998年11月 イースト・プレス）
- 『ちょっと硬派な もてる男 もてない男』（2002年8月 三笠書房）
- 『「かわいい女」63のルール』（2003年3月 三笠書房）
- 『里中李生写真作品集「gift」』（2003年6月 アールズ出版）
- 『「かわいい女」練習帳』（2003年9月 三笠書房）
- 『競馬で勝ち続ける法』（2004年9月 三笠書房）
- 『フォトエッセイ「かわいい女」になる！』（2004年10月 三笠書房）
- 『「いい人」は成功者になれない!』（2005年2月 三笠書房）
- 『大人の愛 ホントの愛』（2005年12月 成美堂出版）
- 『もっと「モテる男」になる方法』（2005年12月 三笠書房）
- 『男の本質』（2006年9月 成美堂出版）
- 『一流の男、二流の男』（2006年10月 三笠書房）
- 『才能が目覚める男の生き方』（2006年12月 三笠書房）
- 『結婚につながる愛つながらない愛』（2007年4月 大和書房）
- 『「快楽主義」のすすめ』（2007年7月 三笠書房）
- 『男の器量は「女」でわかる』（2008年4月 三笠書房）
- 『「男を見る目」がある女ない女』（2008年9月 成美堂出版）
- 『「かわいい女」魅力10倍アップの1行ルール』（2008年12月 三笠書房）
- 『サラリーマンが競馬で稼ぐ一番頭のいい方法』（2009年2月 三笠書房）
- 『NOと言える男だけが成功する！』（2009年5月 三笠書房）
- 『かわいい女の磨き方』（2009年9月 三笠書房）
- 『いい言葉は、いい男をつくる』（2009年12月 三笠書房）
- 『こんな男を選びなさい!』（2010年4月 三笠書房）
- 『里中李生の競馬ノート』（2010年4月 アールズ出版）
- 『35歳 その後を決める男の生き方』（2010年5月 中経出版）
- 『競馬で稼ぎ続ける馬券の王道』（2010年9月 三笠書房）
- 『結婚、この人に決めていいの！？』（2011年5月 三笠書房）
- 『サラリーマンが血統で馬券を当てる簡単な方法』（2011年9月 三笠書房）
- 『一流の男、二流の男』（2011年10月 三笠書房）
- 『できる男は「この言い訳」をしない』（2012年6月 三笠書房）
- 『30歳から成功する恋愛』（2012年9月 宝島社）
- 『「10年後」成功している男、失業している男』（2012年11月 飛鳥新社）
- 『時代に迎合しない男の極意』（2012年12月 フォレスト出版）
- 『「いい人」は成功者になれない!』（2013年1月 三笠書房）
- 『一流の男のお金の稼ぎ方』（2013年2月 総合法令出版）
- 『男は一生、好きなことをやれ！』（2013年3月 三笠書房）
- 『成功を引き寄せる男の器量』（2013年4月 アールズ出版）
- 『愛が深まる言葉』（2013年5月 三笠書房）
- 『女が知らない「結婚していい男」の条件』（2013年6月 三笠書房）
- 『結婚できる女になる』（2013年10月 宝島社）
- 『耐える技術』（2013年11月 きこ書房）
- 『男はお金が９割』（2014年1月 総合法令出版）
- 『どん底から這い上がる技術』（2014年3月 SBクリエイティブ）
- 『「孤独」が男を変える』（2014年10月 フォレスト出版）
- 『男と女は打算が9割』（2015年4月 あさ出版）
- 『悪徳の成功法則』（2015年7月 宝島社）
- 『人生のルールを変える男の器量』（2015年8月 知的生きかた文庫）
- 『孤独の読書術』（2017年3月 学研）
- 『一流の男が絶対にしないこと』（2018年3月 総合法令出版）
- 『衝撃の片想い』(WEB小説 山宮健名義)
- 『男の価値は行動で決まる』(1999年)総合法令出版）
- 『成功する男は女を守る』(2020年)総合法令出版）
- 『分身』(2021年)(WEB小説 山宮健名義)
- 『私が誰か分かったらあなたと結婚します』(2021年)(WEB小説 山宮健名義)
- 『私たちは昨日まで日本が好きだった』(発売日未定)イースト・プレス